# ラス・アル・ティン宮殿
ラス・アル・ティン宮殿（ラス・アル・ティンきゅうでん）は、エジプトアレキサンドリア郊外に存在する、かつて宮殿（ハレム）として用いられた政府施設。

## 概要
19世紀半ばに、ムハンマド・アリーが建設に着手したが、完成したのは彼の死後である1854年。完成後は、彼の後継者たちが夏場の別荘として用いた。
1892年、さらに北東方向の海に面した場所に離宮が造成され、ラス・アル・ティン宮殿は、生活としての場から切り離され、公務用に改築された。
その後も王家の施設として使用されていたが、1952年にムハンマド・ナギーブ、ガマール・アブドゥン＝ナーセルらが起こしたクーデター（エジプト革命）の際には、滞在していたファルーク1世が宮殿からそのまま国外追放されてしまい、宮殿が事実上の王家終焉の地（後継の王は幼児で、戴冠せず廃位）となった。

## 宮殿を訪れた日本人
現在、宮殿は政府の施設となっており一般に公開はされていない。宮殿を訪れた日本人は数少ないと考えられ、記録されているのは1992年に同地でムバラク大統領と会談した池田大作（現創価学会名誉会長）のみである。なお、創価学会の資料には、同宮殿をラス・エル・ティン宮殿と記されている。